# Härryda (comuna)
Härryda (em sueco: Härrydas kommun) é uma comuna localizada no condado da Västra Götaland, no sudoeste da Suécia. Sua capital é a cidade de Mölnlycke. Possui 267 quilômetros quadrados e segundo censo de 2018, havia 37 802.